# Halmăşd
Halmăşd es una comuna ubicada en el distrito de Sălaj, Rumania.

## Superficie
Posee una superficie de 59,79 kilómetros cuadrados.

## Demografía
Hasta 2021 la población era de 2107 habitantes, con una densidad de población de 35,24 habitantes por kilómetro cuadrado.